# دييغو أغيري
دييغو فيسينتي أغيري (بالإسبانية: Diego Vicente Aguirre)‏ (13 سبتمبر 1965 بمونتفيدو في الأوروغواي - ) هو مدرب كرة قدم ولاعب كرة قدم أوروغواني في مركز الهجوم. لعب مع إنديبندينتي وبنيارول وجمعية بورتوغيزا الرياضية وريفر بليت وريفر بليت وفيورنتينا ونادي أورينسي ونادي أولمبياكوس ونادي إنترناسيونال ونادي بوليفار ونادي دانوبيو ونادي ساو باولو ونادي رينتيستاس ونادي ليفربول (مونتفيدو) ونادي ماربيا ونادي سانتانيكوس أسوشيتد وDeportes Temuco ‏ ونادي أتلتيكو ماربيا ‏.

## وصلات خارجية
- دييغو اجيري على موقع الاتحاد الأوربي (الإنجليزية)
- دييغو اجيري على موقع قاعدة بيانات كرة القدم.إي يو (الإنجليزية)
- دييغو اجيري على موقع عالم كرة القدم.نت (الإنجليزية)